# Список акронімів української мови (Ч)
Список акронімів української мови, які починаються з літери «Ч»:
- ЧА — Червона армія
- ЧАЕС — Чорнобильська атомна електростанція
- ЧаПи — Часті питання
- ЧІАРСР — Чечено-Інгушська Автономна Радянська Соціалістична Республіка
- ЧК (рос. Чрезвычайная комиссия) — Надзвичайна комісія
- ЧКУ — Червона книга України
- ЧМ — Частотна модуляція
- ЧМ — Чисельні методи
- ЧМН — Черепномозкові нерви
- ЧМТ — Черепно-мозкова травма
- ЧНП — Чистий національний продукт
- ЧНУ — Чернівецький національний університет імені Юрія Федьковича
- ЧОДА — Черкаська обласна державна адміністрація
- ЧОДА — Чернівецька обласна державна адміністрація
- ЧОДА — Чернігівська обласна державна адміністрація
- ЧПК — Числове програмне керування
- ЧР — Чеська Республіка
- ЧР — Чеченська Республіка
- ЧР — Чуваська Республіка
- ЧРІ — Чеченська Республіка Ічкерія
- ЧС — Чемпіонат світу
- ЧСР — Чехословацька Республіка
- ЧССР — Чехословацька Соціалістична Республіка
- ЧСФР — Чеська і Словацька Федеративна Республіка
- ЧФ РФ — Чорноморський флот РФ